# Wspólnota Gospodarcza Państw Afryki Zachodniej
Wspólnota Gospodarcza Państw Afryki Zachodniej (fr. Commuauté Économique des États de l’Afrique de l’Ouest, CEDEAO; ang. Economic Community of West African States, ECOWAS, port. Comunidade Económica dos Estados da África Ocidental) – regionalna organizacja zrzeszająca 12 państw Afryki Zachodniej powstała na mocy traktatu z Lagos podpisanego 28 maja 1975. Siedzibą organizacji jest Abudża, stolica Nigerii.
Głównym celem ECOWAS jest promowanie integracji gospodarczej. Organizacja przyczyniła się również w swojej historii do przywracania pokoju w Afryce Zachodniej. Siły państw należących do regionalnej organizacji brały udział w misjach w Liberii, Sierra Leone (ECOMOG). Były to misje pierwotnie nieautoryzowane oficjalnie przez Radę Bezpieczeństwa Organizacji Narodów Zjednoczonych (RB ONZ), jednakże były politycznie wspierane i nadzorowane. W rezolucji RB ONZ nr 1132, po raz pierwszy nie zastosowano ogólnej formuły upoważnienia dla sił przywracania pokoju, jednak wymieniono ECOWAS z nazwy nadając jej legitymizację do prowadzenia operacji w Sierra Leone. Na mocy rezolucji RB ONZ nr 2085 z 2013 w Mali podczas tamtejszej wojny domowej uruchomiono operację AFISMA pod egidą ECOWAS.
Środkiem płatniczym w 5 krajach członkowskich jest Frank zachodnioafrykański. Trwają prace nad wprowadzeniem nowej waluty Eco, którą miałyby posługiwać się wszystkie państwa organizacji.
Trwa pogłębianie strefy wolnego handlu. Z opłat celnych zwolnione są produkty przemysłowe, rolnicze i rękodzieło.
Obywatele państw członkowskich posiadają obywatelstwo wspólnotowe Ecowas. Mogą podróżować do krajów członkowskich bez konieczności posiadania wizy na okres 90 dni, z możliwością przedłużenia pobytu po złożeniu wniosku. W celu ułatwienia pobytu w krajach wspólnoty planowane jest zniesienie limitu czasowego.

## Organy[7]

### Główne instytucje
- Rada Głów Państw i Rządów
- Komisja Ecowas
- Parlament Wspólnoty
- Trybunał Sprawiedliwości Wspólnoty
- Rada Ministrów
- wyspecjalizowane komitety techniczne
- Bank Inwestycji i Rozwoju Ecowas

### Agencje wyspecjalizowane
- Organizacja Zdrowia Afryki Zachodniej (WAHO)
- Agencja Walutowa Afryki Zachodniej (WAMA)
- Międzyrządowa Grupa Działania przeciwko praniu pieniędzy i finansowaniu terroryzmu w Afryce Zachodniej (GIABA)
- Centrum ds. Równości i Rozwoju
- Centrum ds. Młodzieży i Rozwoju Sportu
- Centrum Koordynacji Zasobów Wodnych
- Agencja Energii Afryki Zachodniej
- Regionalne Centrum Energii Odnawialnej i Efektywności Energetycznej (ECREEE)
- Regionalny Urząd Regulacji Energii Elektrycznej (ERERA)
- Jednostka Przygotowania i Rozwoju Projektów Infrastrukturalnych (PPDU)
- Program Brązowej Karty ECOWAS

## Państwa członkowskie ECOWAS
- Benin
- Gambia
- Ghana
- Gwinea (zawieszony)
- Gwinea Bissau
- Liberia
- Nigeria
- Republika Zielonego Przylądka
- Senegal
- Sierra Leone
- Togo
- Wybrzeże Kości Słoniowej

W 2002 r. z organizacji swoje członkostwo wycofała Mauretania. 24 lutego 2017 Maroko oficjalnie złożyło do przewodniczącej ECOWAS Ellen Johnson-Sirleaf wniosek o akcesję.
W 2024 roku decyzję o wyjściu z organizacji ogłosiły Mali, Burkina Faso i Niger tworząc Sojusz Państw Sahelu.